# Athyreus hemisphaericus
Athyreus hemisphaericus är en skalbaggsart som beskrevs av Antoine Boucomont 1902. Athyreus hemisphaericus ingår i släktet Athyreus och familjen Bolboceratidae. Inga underarter finns listade.